# Koszyczek

Schemat koszyczka

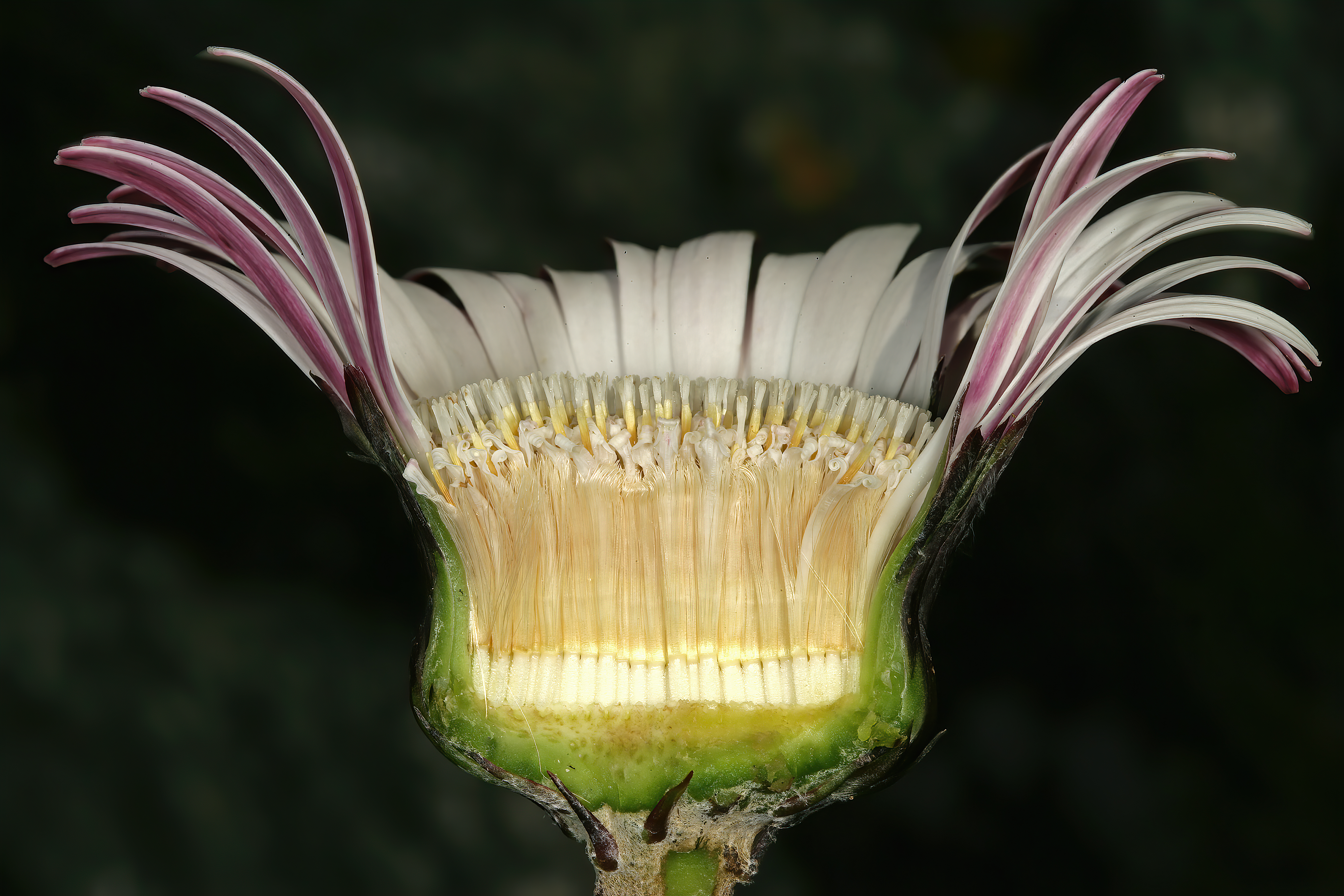
Przekrój poprzeczny przez koszyczek gerbery

Koszyczek (łac. anthodium, calathidium, ang. head, capitula) – typ kwiatostanu groniastego charakterystyczny dla roślin z rodziny astrowatych Asteraceae. Cechuje się silnie skróconą i rozszerzoną osią kwiatostanu, tworzącą tzw. osadnik (dno kwiatostanowe), na którym rozwijają się, często bardzo liczne, kwiaty siedzące, rzadziej liczba kwiatów jest niewielka i kwiaty rozwijają się na krótkich szypułkach. Osadnik może być spłaszczony lub wypukły. Kwiaty bywają wsparte lub nie przysadkami, które w tym wypadku nazywane są plewinkami (paleae). Dno kwiatostanowe może być nagie lub owłosione. Koszyczek otacza od dołu okrywa (involucrum) tworzona zwykle przez wiele listków.
Koszyczki należą do kwiatostanów otwartych – mających teoretycznie nieograniczony wzrost ze względu na zachowujący aktywność merystem wierzchołkowy na szczycie osi, tj. w tym wypadku w środkowej części koszyczka. W efekcie w koszyczkach starsze kwiaty znajdują się zawsze na zewnątrz, a najmłodsze w środku koszyczka. 
Kwiaty w koszyczku mogą być homogamiczne – jednakowe i obupłciowe, lub heterogamiczne i wówczas tylko z kwiatami jednopłciowymi (zwykle z kwiatami obu płci, rzadziej z kwiatami tylko jednej płci) albo z kwiatami jednopłciowymi i obupłciowymi, a czasem z kwiatami płonnymi i obupłciowymi. Często kwiaty brzeżne w koszyczku mają odmienne korony od tych w jego wnętrzu. Zwykle wówczas kwiaty języczkowate są na zewnątrz, a rurkowate wewnątrz koszyczka. Są też koszyczki ze wszystkimi kwiatami rurkowatymi lub z samymi kwiatami języczkowatymi. Kielich kwiatów w koszyczkach wykształca się jako puch kielichowy (pappus) mający postać błoniastego rąbka, łusek, ostek lub włosków.
Koszyczki mogą tworzyć się pojedynczo na pędach, albo może być ich wiele i tworzą wówczas złożone kwiatostany wierzchotkowe, groniaste, kłosokształtne, w formie podbaldachów. Bywa też, że koszyczki, zwykle o zredukowanej liczbie kwiatów, skupiają się tworząc koszyczki lub główki złożone (np. w plemieniu Gnaphalieae).
Występują kwiatostany opisywane jako przejściowe między koszyczkami i główkami – takie występują m.in. w rodzajach driakiew Scabiosa i świerzbnica Knautia.
W niektórych klasyfikacjach typów kwiatostanów koszyczki są łączone razem z główkami i tak bywa zwłaszcza w terminologii anglojęzycznej (oba typy określane są mianem capitulum). 